# Kevin Ryan
Pour les articles homonymes, voir Ryan.
Kevin P. Ryan est un entrepreneur américain, connu pour avoir fondé plusieurs entreprises dans le secteur d'Internet basées à New York, dont Gilt Groupe, Business Insider et MongoDB. Il aide également à la création de DoubleClick de 1996 à 2005, d'abord comme président et plus tard président-directeur général. Il favorise la croissance de DoubleClick avec un démarrage de 20 personnes à un statut de société de premier plan sur la scène mondiale avec plus de 1 500 employés. DoubleClick, désormais filiale de Google, est de nos jours considérée comme un joueur clé de l'industrie de l'adserver à plusieurs milliards de dollars. 

## Biographie

### Éducation
Kevin détient un baccalauréat universitaire ès lettres de l'université Yale et d'une maîtrise en administration des affaires de l'Institut européen d'administration des affaires (INSEAD).

### Carrière
La société DoubleClick est vendue en 2005 pour 1,1 milliard de dollars à Hellman et Friedman LLC. Ryan se retire de son poste de président-directeur général peu de temps après. DoubleClick est acquise par Google pour 3,1 milliards de dollars en mars 2008. Après avoir quitté DoubleClick, Ryan, avec l'ancien directeur de la technologie de DoubleClick et cofondateur, Dwight Merriman, fonde AlleyCorp, un réseau de trois sociétés Internet affiliées dont il est président et chef de la direction.
Actuellement, Ryan siège aux conseils d'administration de Human Rights Watch, à l'université Yale, au Fonds d'investissement de New York et à l'INSEAD, ainsi qu'au Conseil international de Yale et au Conseil des relations extérieures.